# Худжр ибн Ади
Ху́джр ибн Ади́ аль-Кинди́ (араб. حُجْر بن عَدِيّ ٱلْكِنْدِيّ‎) — сподвижник пророка Мухаммеда. Был приговорён к смертной казни Омейядским халифом Муавией I за его непоколебимую поддержку и восхваление Али, четвёртого Праведного халифа для мусульман-суннитов и первого имама для мусульман-шиитов, когда он возражал против традиции публично проклинать Али.

## Титулы
Худжру было присвоено два титула: «аль-Кинди» и «аль-Адбар». Первый титул был «аль-Кинди», что означает «Человек из Кинды», арабского племени. Вторым титулом, данным Худжру, было «аль-Адбар».

## Характер и биография
Согласно некоторым рассказам, его последним желанием было, чтобы его сын был казнён перед ним, чтобы смерть не напугала его (его сына) и поэтому он согласился на условие, чтобы проклинать Али.

## Осквернение святыни

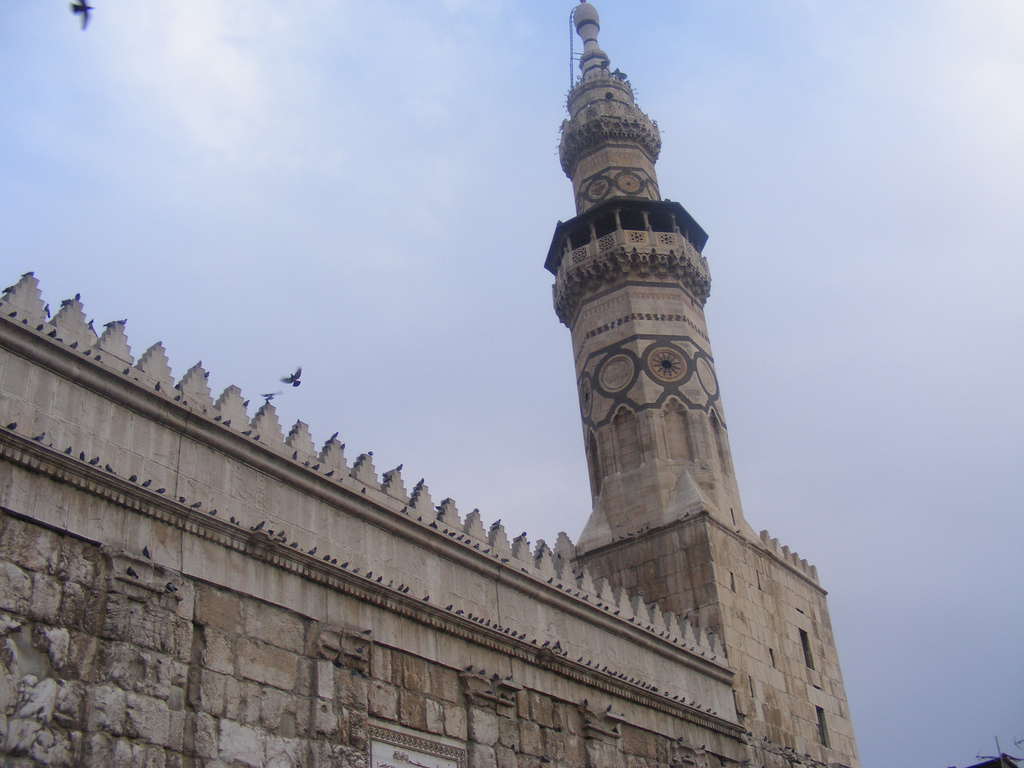
Минарет Мечети

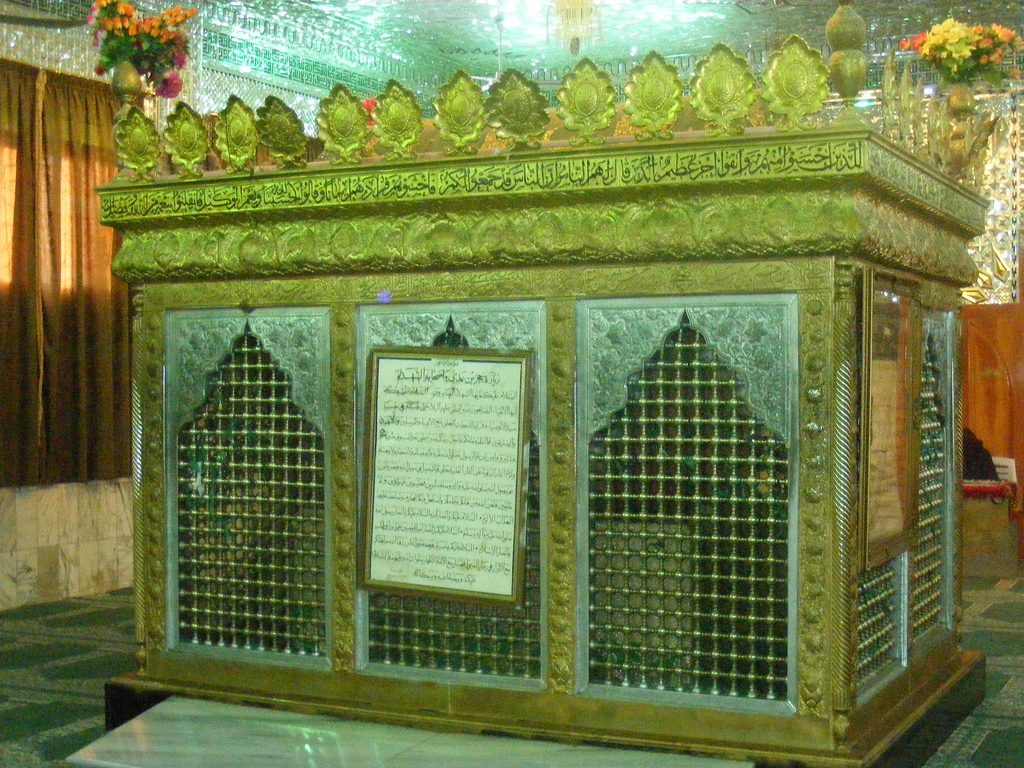
Незадолго до разрушения святыни Худжра ибн Ади

Худжр, его сын Хумам ибн Хаджар и некоторые другие сподвижники похоронены в Адре, на окраине сирийской столицы Дамаска. Вокруг его могилы была построена мечеть, которая стала местом паломничества мусульман.
2 мая 2013 года «Джебхат ан-Нусра» атаковала мавзолей и эксгумировала его останки. Его тело было вывезено повстанцами в неизвестном направлении. Согласно отчёту, опубликованному в The New York Times, широко распространённая фотография осквернения места паломничества в Facebook приписывает эксгумацию человеку по имени Абу Анас аль-Вазир, или Абу аль-Бараа, лидеру военной группировки под названием «Бригада ислама» Свободной сирийской армии.